# Nicolas Reissig
 Nicolas Reissig  (nacido el 7 de abril de 1989) es un tenista profesional de Austria, nacido en la ciudad de Oberndorf (Salzburgo).

## Carrera
Su mejor ranking individual es el N.º 344 alcanzado el 15 de julio de 2013, mientras que en dobles logró la posición 521 el 17 de junio de 2013.
No ha logrado hasta el momento títulos de la categoría ATP ni de la ATP Challenger Tour, aunque sí ha obtenido varios títulos Futures tanto en individuales como en dobles.